# Félix Grimonprez
Félix Grimonprez (Lille, Francuska, 30. lipnja 1910. – na bojištu, svibanj 1940.), bio je francuski hokejaš na travi.

## Klupska karijera
Igrao je za klub Lille Métropole Hockey Club.

## Reprezentativna karijera
S 52 reprezentativna nastupa je najbolji igrač kojeg je Francuska ikad imala.
Na hokejaškom turniru na Olimpijskim igrama 1928. u Amsterdamu je igrao za Francusku. Igrao je na mjestu napadača. Odigrao je tri susreta i postigao je jedan pogodak.
Francuska je u ukupnom poredku dijelila 5. – 8. mjesto. U skupini je bila treća, a u odlučujućem susretu u zadnjem kolu u skupini koji je donosio susret za broncu je izgubila od Njemačke s 0:2.
Na hokejaškom turniru na Olimpijskim igrama 1936. u Berlinu je igrao za Francusku. Francuska je osvojila 4. mjesto. Odigrao je svih pet susreta na mjestu veznog igrača.

## Spomen
- Danas stadion u Lilleu nosi njegovo ime njemu u čast. To je stadion Grimonprez-Jooris.[1]

## Vanjske poveznice
- (engl.) Profil na Sports Reference.com  Arhivirana inačica izvorne stranice od 19. svibnja 2011. (Wayback Machine)